# HokBen
HokBen (PT Eka Bogainti; dawniej Hoka-Hoka Bento) – indonezyjska sieć barów szybkiej obsługi w stylu japońskim, założona w 1985 roku. Siedziba przedsiębiorstwa znajduje się w Dżakarcie. W 2017 roku funkcjonowało 145 barów HokBen.